# Etichon d'Augsbourg
Etichon (né en 944 à Augsbourg, mort le 24 juin 988) est le 23e évêque d'Augsbourg de 982 à sa mort.

## Biographie
Etichon est le fils de Rudolf Altdorf et de Siburgis Siburgis et avait un frère (Rudolph II comte d'Altdorf). L'hypothèse selon laquelle il vient de la famille des Guelfes n'est pas garantie.